# Orkiestra (film 1996)
Orkiestra (ang. Brassed Off) – brytyjski film obyczajowy z 1996 roku w reżyserii Marka Hermana.

## Opis fabuły
Wielka Brytania połowy lat 90. XX wieku. W niedużej, górniczej osadzie funkcjonuje orkiestra złożona z miejscowych amatorów-górników. Ludziom którzy ją tworzą jest coraz trudniej ją utrzymać – ich kopalnia jest w stanie głębokiej restrukturyzacji. To co wciąż pozwala funkcjonować orkiestrze to pasja jej członków do muzyki. Pewnego dnia na próbie orkiestry zjawia się nowy grajek – Gloria – córka jednego z górników, która po latach nieobecności powraca do osady jako przedstawicielka zarządu kopalni z celem wprowadzenia w firmie radykalnego programu oszczędnościowego, oznaczającego w praktyce daleko idące redukcje pracowników. Jej trudne zadanie nie jest jednak przeszkodą do wprowadzenia orkiestry do finału przeglądu orkiestr dętych w Londynie, chociaż nie jest również wolne od „sercowych” perypetii związanych z jednym z członków orkiestry Andym.

## Obsada aktorska
- Ewan McGregor – Andy
- Pete Postlethwaite – Danny
- Tara Fitzgerald – Gloria
- Stephen Tompkinson – Phil
- Jim Carter – Harry
- Philip Jackson – Jim
- Peter Martin – Ernie
- Melanie Hill – Sandra
- Sue Johnston – Vera
- Mary Healey – Ida
- Stephen Moore – McKenzie
- Peter Gunn – Simmo

i inni.

## Plenery
Zdjęcia kręcone były w północnej Anglii (hrabstwa South Yorkshire, West Yorkshire, Wielki Manchester), a także w Birmingham (West Midlands) oraz w Londynie (sceny z przeglądu orkiestr dętych).

## Ścieżka dźwiękowa
Autorem do ścieżki dźwiękowej filmu jest brytyjski kompozytor Trevor Jones – dzięki filmom takim jak: Excalibur, Uciekający pociąg czy Ostatni Mohikanin – twórca o ugruntowanej renomie. W swojej autorskiej kompozycji umieścił również dość znane utwory muzyki poważnej, na które składają się takie kompozycje jak: koncert Concierto de Aranjuez, hymn Jeruzalem, Marsz Pułkownika Bogey, uwertura z opery William Tell czy marsze (op.39) Edwarda Elgara.